# Rafael Redondo Rodríguez
Rafael Redondo Rodríguez és un advocat espanyol conegut per la seva estreta col·laboració amb l'excomissari José Manuel Villarejo. Durant anys, va exercir com a soci i director jurídic del grup empresarial CENYT, propietat de Villarejo, on s'encarregava dels assumptes legals, mercantils i fiscals dels clients.
En el marc del cas Tándem, que investiga les activitats presumptament il·legals de Villarejo, Redondo ha estat processat per diversos delictes, incloent-hi descobriment i revelació de secrets empresarials i falsedat en document mercantil. La Fiscalia ha sol·licitat per a ell penes significatives de presó. Durant el judici, Redondo ha defensat que el seu paper a CENYT era merament el d'un empleat, destacant que "en la nostra empresa l'únic cap era Villarejo". Tanmateix, els investigadors consideren que la seva participació en les activitats delictives era més rellevant del que ell admet. A més, Redondo ha presentat recursos legals sol·licitant l'anul·lació de sentències en contra seva, argumentant una "escassíssima intervenció indirecta" en els projectes jutjats i al·legant manca de proves concretes sobre la seva col·laboració amb Villarejo.